# Georg Hund von Wenkheim
Georg Hund von Wenkheim (1520 à Wenkheim, † 17 mars 1572 à Bad Mergentheim), est le quarantième grand maître (magister generalis) de l’ordre Teutonique de 1566 à 1572.